# Joeropsis antillensis
Joeropsis antillensis là một loài chân đều trong họ Joeropsididae. Loài này được Mueller miêu tả khoa học năm 1993.